# Karl Elmendorff
Karl Elmendorff (Düsseldorf, 25 ottobre 1891 – Hofheim am Taunus, 21 ottobre 1962) è stato un direttore d'orchestra tedesco.
Studiò musica a Colonia con Hermann Abendroth dal 1913 al 1916.
Dal 1916 al 1920 diresse a Düsseldorf, dal 1920 al 1923 a Magonza, dal 1923 al 1924 a Hagen, dal 1925 al Bayerische Staatsoper e dal 1927 al 1942 al Festival di Bayreuth.
Nel 1931 diresse la prima assoluta di Torneo notturno di Gian Francesco Malipiero al Bayerische Staatsoper e nel 1932 la Sinfonia n. 4 (Beethoven) e San Francesco di Malipiero al Teatro La Fenice di Venezia.
Nel 1937 si iscrisse al Partito Nazionalsocialista Tedesco dei Lavoratori e diresse Tristan und Isolde al Teatro Comunale di Firenze.
Nel 1938 diresse Die Walküre con Viorica Ursuleac al Giardino di Boboli di Firenze e nel 1939 la prima assoluta di Die Bürger von Calais di Rudolf Wagner-Régeny allo Staatsoper Unter den Linden di Berlino e Der Fliegende Holländer a Firenze.
Nel 1940 diresse Sigfrido con Max Lorenz e Paul Schöffler al Teatro Comunale di Bologna e nel 1941 Die Walküre al Palais Garnier di Parigi e Il vascello fantasma con Schöffler al Teatro dell'Opera di Roma.
Nel 1942 diresse Die Walküre a Bologna.
Dal 1943 al 1944 fu il direttore principale della Staatskapelle Dresden.
Nel 1951 a Roma diresse Fidelio con Julius Patzak e Kurt Böhme e a Venezia la Sinfonia n. 2 (Brahms) e Variations on a Theme of Frank Bridge di Benjamin Britten e nel 1953 nella Basilica di San Pietro di Perugia Palestrina (opera) con Patzak.

## Discografia
- Auber: Fra Diavolo - Orchester Der Staatsoper Dresden/Karl Elmendorff/Hans Hopf/Marie-Luise Schilp, The Art Of Singing/Discover
- Dvořák: The Jacobin (Staatskapelle Dresden) - Lorenz Fehenberger/Karl Elmendorff/Dresden Staatskapelle/Robert Burg/Mathieu Ahlersmeyer/Heinrich Pflanzl/Chor der Staatsoper Dresden/Dresden State Opera Children Chorus/Sven Nilsson/Elfriede Trötschel/Margarete Teschemacher/Karl Wessely, Profil
- Goetz: Der Widerspenstigen Zahmung - Sven Nilsson/Gottlob Frick/Margarete Teschemacher/Dresden State Opera Orchestra/Chor der Staatsoper Dresden/Karl Elmendorff/Mathieu Ahlersmeyer/Karl Wessely/Jakob Velden/Hans Lobel/Pavel Mirov/Elfriede Trotschel/Edith Dietrich, Naxos
- Verdi: Othello (in tedesco) - Helge Rosvaenge/Maria Reining/Hans Reinmar/Chor & Orchester der Staatsoper Berlin/Karl Elmendorff, Mastercorp
- Wagner: Tannhauser - Orchestra del Festival di Bayreuth/Karl Elmendorff/Carl Stralendorf/Ruth Jost-Arden/Sigismund Pilinszky/Erna Berger, Mangora
- Wagner: Tristan und Isolde - Gunnar Graarud/Nanny Larsén-Todsen/Rudolph Bockelmann/Anny Helm/Ivar Andrésen/Coro e Orchestra del Festival di Bayreuth/Karl Elmendorff, Arkadia, Naxos, Malibran-Music (CD) EMI (LP)
- Wolf: Der Corregidor - Kurt Böhme/Karl Erb/Margarete Teschemacher/Karl Wessely/Gottlob Frick/Dresdner Staatsopernchor/Sächsische Staatskapelle/Karl Elmendorff, Cantus Classics